# James Lankford
James Lankford, född 4 mars 1968 i Dallas i Texas, är en amerikansk republikansk politiker. Han representerar delstaten Oklahoma i USA:s senat sedan 2015. Han var ledamot av USA:s representanthus 2011–2015.
Lankford utexaminerades 1990 från University of Texas och avlade 1994 teologexamen vid Southwestern Baptist Theological Seminary.
Lankford efterträdde 2011 Mary Fallin som kongressledamot efter att ha besegrat demokraten Billy Coyle i mellanårsvalet i USA 2010.
Enligt GovTrack under 2015-2017 röstnings bedömning, rankades Lankford som den femte mest konservativa medlemmen i senaten.